# Marie de Bathéchor
Marie fille d'Éléazar (en grec ancien : Μαρία κόρη του Ελεάζαρ / Marίa kόre tou Eleázar ; en hébreu : מריה בת אלעזר / Miryām baṯ ʾElʿāzār), dite Marie de Bathéchor, est une femme juive du Ier siècle. En mars ou avril 70, peu avant la Pâque juive, lors du siège de Jérusalem par le prince Titus, fils de l'empereur romain Vespasien, Marie entrepose certains de ses biens dans la ville. Plusieurs sont confisqués ou volés par les Romains et les brigands, alors Marie se résout à tuer son fils et à manger sa chair pour survivre, ce qui provoque un grand émoi dans l'opinion publique.
Cet évènement est rapporté par l'historien judéo-romain Flavius Josèphe, contemporain des faits, dans la Guerre des Juifs, et conduit, selon lui, à la destruction du Second temple de Jérusalem par Titus.

## Biographie
Marie fille d'Éléazar est originaire du bourg de Bethezyba, aussi appelé Bathéchor par Eusèbe de Césarée, dans le district de la Pérée, en Judée romaine. Elle se réfugie avec une multitude de personnes dans Jérusalem à l'approche de l'armée romaine. Elle réussit à introduire plusieurs de ses biens précieux de la Pérée et des vivres à Jérusalem, le reste étant confisqué par Rome.

Des brigands en recherche de nourriture la volent plusieurs fois. N'ayant plus de quoi se nourrir, Marie se décide à tuer le fils qu'elle allaite : 
« Malheureux enfant, dit-elle, pour qui dois-je te conserver, au milieu de la guerre. De la famine, de la sédition ? Chez les Romains, à supposer que nous vivions jusque-là, l'esclavage nous attend : mais la faim prévient l'esclavage, et les factieux sont plus cruels que l'un et l'autre maux. Va donc et deviens ma nourriture : sois en même temps la furie vengeresse attachée aux factieux et, aux yeux de l'humanité entière, le héros de la seule aventure qui manquât encore aux malheurs des Juifs. »
Marie fait rôtir le corps de l'enfant, en mange la moitié et met l'autre en réserve. L'odeur curieuse attire les voleurs, qui la menacent de mort si elle ne leur dit pas ce qu'elle a préparé. Marie répond qu'elle leur a réservé une part et montre la chair rôtie : 
« Voilà, dit-elle, mon propre fils, et voici mon œuvre. Mangez-en, j'en ai mangé moi-même. Ne soyez pas plus faibles qu'une femme, ni plus compatissants qu'une mère. Mais si vous êtes pieux et que vous vous détourniez de ma victime, j’en ai goûté pour vous, laissez-m'en le reste ! »
Les brigands prennent peur et fuient en répandant la nouvelle, qui effraie tout le monde chez les Juifs. Chez les Romains, dit Josèphe, les uns refusent d'y croire, les autres déplorent le geste. Chez le reste de la population, cela renforce la haine des Juifs. Titus déclara alors qu'« il couvrira des ruines mêmes de leur patrie ce crime sacrilège qui se repaît de la chair d'un enfant », détruisant le Second temple peu avant la Pâque juive.

## Dans la culture
Marie de Bathéchor est mentionnée dans la Divine Comédie de Dante, au chant XXIII du Purgatoire, dans le cercle des gourmands.